# Tejphållare

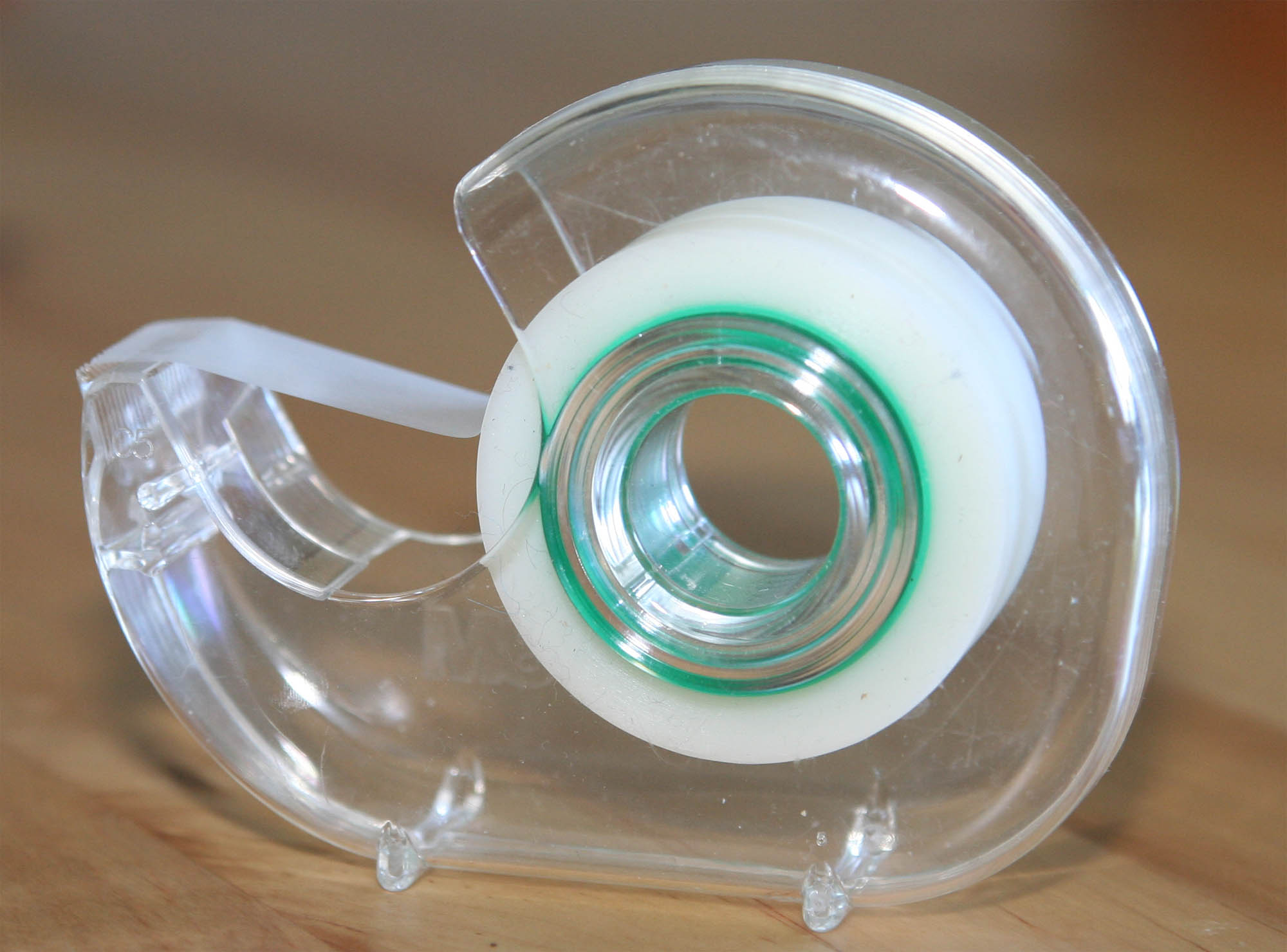
En tejphållare med tejp.

Tejphållare är en konstruktion, ofta tillverkad av plast, som är avsedd att underlätta användandet av tejprullar. Tejphållare har en egg som skär av tejpen och finns i olika modeller och storlekar.